# برقولنغ السفلي (سبيدار)
برقولنغ السفلی (بالفارسية: برقولنگ سفلی) هي قرية تقع في إيران في قسم سبیدار الريفي.